# Jhalu
Jhalu is een nagar panchayat (plaats) in het district Bijnor van de Indiase staat Uttar Pradesh. 

## Demografie
Volgens de Indiase volkstelling van 2001 wonen er 18.701 mensen in Jhalu, waarvan 52% mannelijk en 48% vrouwelijk is. De plaats heeft een alfabetiseringsgraad van 46%. 